# ジェレミー・ソウル
ジェレミー・ソウル（Jeremy Soule、本名同じ、1975年 - ）は、アメリカ合衆国アイオワ州キオカク生まれのロサンゼルスを拠点に活躍する音楽プロデューサー、コンポーザー、ソングライター。

## 略歴
13歳のころから独学で作曲や構成について学び、高校卒業前には大学で学ぶ修士号に相当する内容を終えてしまう。
高校卒業後、19歳でスクウェア（現：スクウェア・エニックス）のシアトル支社にコンポーザーとして入社。
ヒット作"Secret of Evermore"を手がけた後、ルーカスアーツのロン・ギルバートとタッグを組み、数々の賞を受賞する。
2000年にArtistry Entertainment Inc.を設立。 その後、Artistry Entertainment Inc.から世に送り出した作品は次々とヒットし（代表作として、"ギルドウォーズ"、"Star Wars: Knights of the Old Republic II: The Sith Lords","Prey","ダンジョン・シージ"、"スプリームコマンダー"、"カンパニー・オブ・ヒーローズ"、"ネヴァーウィンター・ナイツ"、"The Elder Scrolls III: Morrowind"、"The Elder Scrolls IV: Oblivion"、"The Elder Scrolls V: Skyrim"、"ハリー・ポッターシリーズ"などがある。）
またゲームのみならず映画やテレビのサウンドトラックに参加するなどその活躍は幅広く、2009年には日本のプロデューサーJeff MiyaharaとMusic For The Planetを設立。 今までに黒木メイサ、JAY'ED、伊藤由奈、青山テルマなど有名アーティストへの楽曲提供も行っている。

## 受賞歴
- BAFTA AWARD (British Academy of Film & Televisions Arts) - Best Score, Game Music Category
- 2007 Official Xbox Magazine ”Game of the Year” Awards - “Soundtrack for the Year”Elder Scrolls IV:OBLIVION
- 2006 MTV Video Music Awards - “Best Score” Elder Scrolls IV: OBLIVION
- IGN Best Music Award - ICEWIND DALE
- Gamespot Best Music Award 2000 – ICEWIND DALE
- Gamespot Best Music Award 1997 - TOTAL ANNIHILATION